# Colégio (bairro do Rio de Janeiro)
Colégio é um bairro da Zona Norte do município do Rio de Janeiro. Faz parte da região administrativa de Irajá, juntamente com os bairros de Irajá, Vicente de Carvalho, Vila Kosmos, Vila da Penha e Vista Alegre.
Faz limite com os bairros de Irajá, Rocha Miranda e Coelho Neto.
Seu IDH, no ano 2010, era de 0,762, o 108º melhor bairro do município.

## Histórico
O atual bairro de Colégio foi originalmente habitado por índios muduriás, na área que fazia parte da sesmaria de Irajá, concedida a Antônio de França em 1568.
A localidade passou a ser conhecida como Colégio quando o professor José Teodoro Burlamaqui montou uma escola no bairro, sendo que no final do século XIX Burlamaqui era o único professor público existente em toda a região. Apesar da idade avançada, ele ainda permanecia a frente do colégio que fundara em 1860. O caminho que levava à escola do mestre José Teodoro começava na junção das estradas Pavuna (atual trecho da Avenida Martin Luther King Jr.) e do Barro Vermelho que cortavam fazendas. Por esse motivo, passou a ser chamado de Estrada do Colégio.
Com a inauguração da Estrada de Ferro Rio D’Ouro em 15 de janeiro de 1883, a Estação do Colégio foi aberta. A parada ganharia um novo prédio em 1930 e seria desativada quarenta anos depois. O traçado original da ferrovia foi aproveitado na criação da Linha 2 do metrô, que começou a rodar em 1998 e conta com uma estação em Colégio, facilitando o acesso ao Centro, Zona Sul, Barra da Tijuca e a outros bairros da Zona Norte da cidade.

## Características

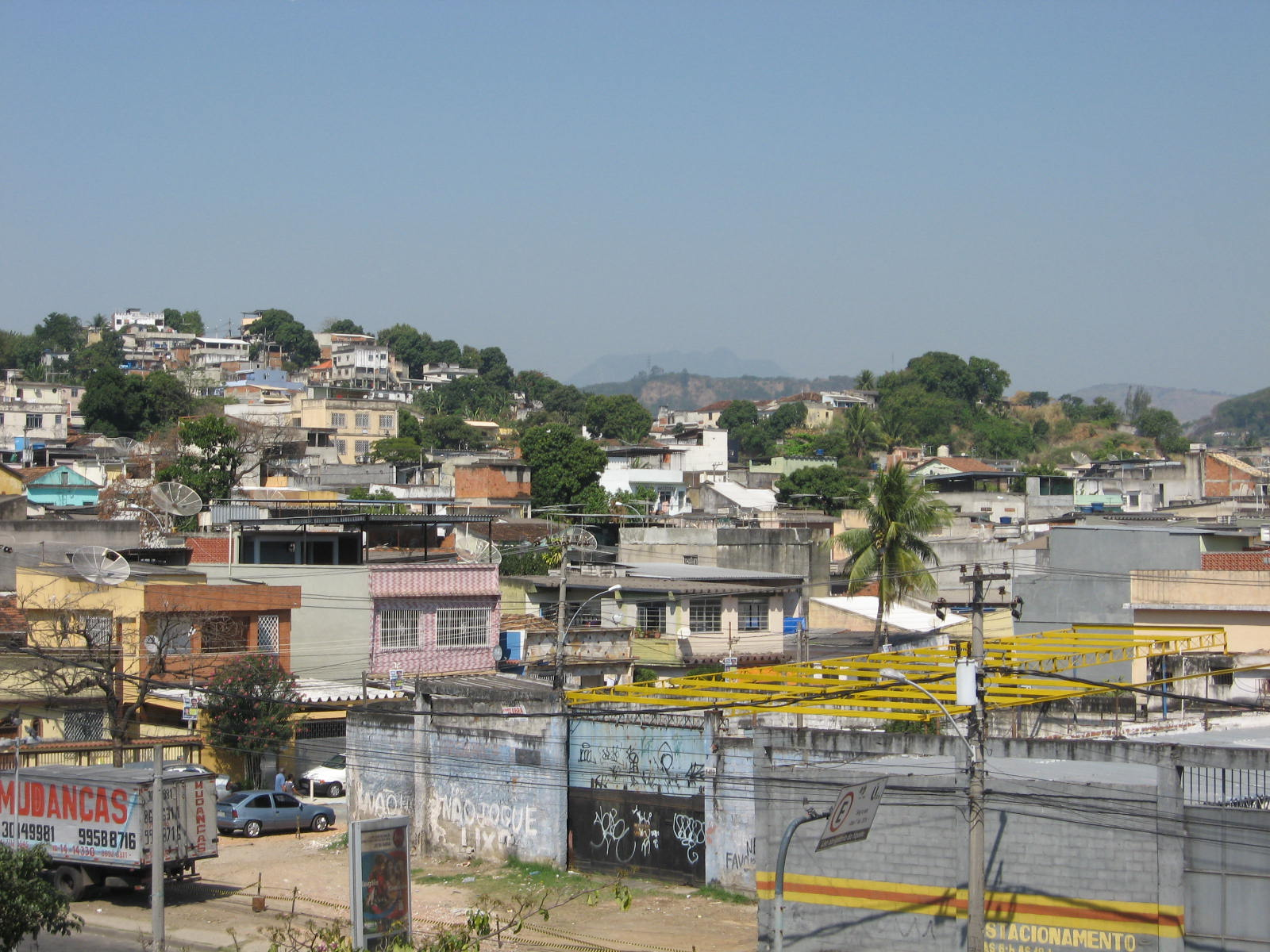
Vista do bairro de Colégio.

O bairro mescla características tanto de um bairro industrial, quanto residencial. Localizado entre Irajá, Coelho Neto, Vaz Lobo, Rocha Miranda e Turiaçu. Suas principais vias são a Avenida Pastor Martin Luther King Júnior (antiga Avenida Automóvel Clube), Estrada do Barro Vermelho, Estrada do Colégio, Rua Toriba, Rua Caiuá e Rua Guirareia. O bairro abriga a comunidade Para Pedro ou Vila São Jorge.
O bairro possui a estação da Linha 2 do Metrô (no antigo leito da Estrada de Ferro Rio D'Ouro), inaugurada em 1998. Também há uma linha de transporte alternativo na praça de Colégio, fábricas de grande porte (Teadit, Vulcan, Ciba, Koleta), escolas e centro educacionais (Escola Municipal Amapá, Escola Municipal Luís de Camões, Escola Municipal Paula Fonseca, Colégio Recrearte, Colégio Euclides da Cunha, Escola Adventista), pequeno comércio local e a Paróquia São Miguel Arcanjo, que também é o padroeiro do bairro, o Centro Espírita A Caminho da Luz, o Templo Umbandista Cantinho de Cosme e Damião, a Igreja Batista da Paz, a Igreja Batista Memorial em Irajá (próxima ao metrô de Colégio) e a Igreja Adventista e, como opção de lazer e entretenimento, o Colégio Futebol Clube, fundado em 1917.  
O medalhista olímpico Robson Caetano cresceu na localidade conhecida como "Sangue Areia".
O bairro foi escolhido para sediar o 41º Batalhão de Polícia Militar que se localiza na avenida Pastor Martin Luther King Júnior nos limites com o bairro de Coelho Neto.